# جيف إيزلي
جيف إيزلي (بالإنجليزية: Jeff Easley)‏ هو رسام أمريكي، ولد في 1954 في نيشلسفيل في الولايات المتحدة.